# Gran Premi de Portugal
|  | Aquest article tracta sobre Fórmula 1. Si cerqueu informació sobre motociclisme, vegeu «Gran Premi de Portugal de motociclisme». |

El primer Gran Premi de Portugal es va disputar a un circuit urbà pels carrers de Boavista (Porto) el 14 d'agost de 1958, seguit l'any després (1959) per un gran premi al Circuit de Monsanto, Lisboa. L'any 1960 es va tornar a Boavista però només va ser per aquest any.
Després d'uns anys sense gran premi, es va tornar a celebrar l'any 1984 a Estoril, on a partir de llavors es va celebrar sempre el Gran Premi de Portugal fins a arribar a l'últim que es va disputar a Estoril el 22 de setembre de 1996.
S'esperava que a Estoril es disputés un gran premi el 1997, però les millores planificades pel circuit no van ser a temps i ara amb l'expansió de la Fórmula 1 cap a altres continents, és cada vegada menys probable que un gran premi de Fórmula 1 es torni a disputar de nou a Portugal.

## Guanyadors del Gran Premi de Portugal
| Any  | Pilot              | Equip            | Circuit  | Resultats |
| ---- | ------------------ | ---------------- | -------- | --------- |
| 2020 | Lewis Hamilton     | Mercedes         | Algarve  | Resultats |
| 1996 | Jacques Villeneuve | Williams-Renault | Estoril  | Resultats |
| 1995 | David Coulthard    | Williams-Renault | Estoril  | Resultats |
| 1994 | Damon Hill         | Williams-Renault | Estoril  | Resultats |
| 1993 | Michael Schumacher | Benetton-Ford    | Estoril  | Resultats |
| 1992 | Nigel Mansell      | Williams-Renault | Estoril  | Resultats |
| 1991 | Riccardo Patrese   | Williams-Renault | Estoril  | Resultats |
| 1990 | Nigel Mansell      | Ferrari          | Estoril  | Resultats |
| 1989 | Gerhard Berger     | Ferrari          | Estoril  | Resultats |
| 1988 | Alain Prost        | McLaren-Honda    | Estoril  | Resultats |
| 1987 | Alain Prost        | McLaren-TAG      | Estoril  | Resultats |
| 1986 | Nigel Mansell      | Williams-Honda   | Estoril  | Resultats |
| 1985 | Ayrton Senna       | Lotus-Renault    | Estoril  | Resultats |
| 1984 | Alain Prost        | McLaren-TAG      | Estoril  | Resultats |
| 1960 | Jack Brabham       | Cooper-Climax    | Boavista | Resultats |
| 1959 | Stirling Moss      | Cooper-Climax    | Monsanto | Resultats |
| 1958 | Stirling Moss      | Vanwall          | Boavista | Resultats |